# Takahiro Nakai
Takahiro Nakai (jap. 中井 貴裕 Nakai Takahiro; ur. 15 października 1990) – japoński judoka. Olimpijczyk z Londynu 2012, gdzie zajął piąte miejsce w wadze półśredniej.
Uczestnik mistrzostw świata w 2010 i 2011. Startował w Pucharze Świata w 2009, 2010 i 2013 roku. Pierwszy na mistrzostwach Azji Wschodniej w 2015 roku.

## Letnie Igrzyska Olimpijskie 2012
| Konkurencja | Eliminacje            | Eliminacje          | Eliminacje          | Repasaże                  | o 3 miejsce           | Klas. końcowa |
| Konkurencja | Przeciwnik I          | Przeciwnik II       | Przeciwnik III      | Przeciwnik I              | Przeciwnik I          | Miejsce       |
| ----------- | --------------------- | ------------------- | ------------------- | ------------------------- | --------------------- | ------------- |
| 81 kg       | Boas Munyonga (ZAM) Z | Sergiu Toma (MDA) Z | Ole Bischof (GER) P | Leandro Guilheiro (BRA) Z | Iwan Nifontow (RUS) P | 5.            |